# Аффинная группа
Аффи́нная гру́ппа (англ. affine group) — множество всех аффинных преобразований плоскости или пространства, которые составляют группу, обозначаемую Aff. Аффинная группа лежит в основе следующих геометрий:
- обычная, точечная аффинная геометрия;
- линейчатая аффинная геометрия.

Аффинная группа Aff — подгруппа более широкой проективной группы. Аффинная группа состоит из всех проективных преобразований проективной плоскости или проективного пространства, оставляющих на месте соответственно фиксированную прямую или гиперплоскость.

## Подгруппы аффинной группы
Центроаффинная группа — подгруппа аффинной группы, множество всех аффинных преобразований n-мерного аффинного пространства, которые имеют некоторую неподвижную точку — центр аффинного пространства;
Аффинная унимодулярная группа, или эквиаффинная группа SGL (n), — подгруппа аффинной группы, множество всех аффинных преобразований n-мерного аффинного пространства, которые сохраняют площади и объёмы фигур.
- Центроаффинная унимодулярная группа, или унимодулярная группа SL (n), — подгруппа унимодулярной и центроаффинной групп, множество всех аффинных унимодулярных преобразований n-мерного аффинного пространства, которые сохраняют неподвижной одну точку, называемую центром аффинного пространства[8][5][6];

Ортогональная группа, или группа евклидовых движений, — подгруппа аффинной группы, множество всех аффинных преобразований n-мерного аффинного пространства, которые сохраняют фиксированную невырожденную квадратичную форму.
- Группа вращений, или специальная ортогональная группа SO (n), — подгруппа ортогональной и центроаффинной унимодулярной групп, множество всех ортогональных преобразований n-мерного аффинного пространства, которые сохраняют неподвижной одну точку[12][13].

## Аффинное преобразование плоскости

### Общие определения для плоскости
На проективной плоскости зафиксируем произвольную прямую. Эту прямую назовём бесконечно удалённой прямой и обозначим символом бесконечности {\displaystyle \infty }. Тогда множество всех тех преобразований проективной группы, которые суть автоморфизмы относительно прямой {\displaystyle \infty }, есть группа — подгруппа проективной группы. Эта группа автоморфизмов называется аффинной, а её преобразования проективной плоскости — аффинными.
Конечные точки проективной плоскости, то есть точки вне прямой {\displaystyle \infty }, отображаются аффинным преобразованием только в конечное же точки проективной плоскости. Отсюда следует взаимная однозначность аффинных преобразований на множестве всех конечных точек проективной плоскости. Поэтому аффинной плоскостью называется проективная плоскость, разрезанная по бесконечно удалённой прямой {\displaystyle \infty }. Аффинная и евклидова плоскости имеют общую топологическую структуру
.

### Аналитическое представление аффинной группы для плоскости
Выпишем аналитическое представление аффинных преобразований, то есть аналитическое представление аффинной группы. За основу возьмём проективное преобразование проективной плоскости, то есть биекцию проективной плоскости на себя, при которой произвольной точке плоскости с однородными координатами {\displaystyle M(x_{1},x_{2},x_{3})} соответствует точка плоскости {\displaystyle M^{\prime }(x_{1}^{\prime },x_{2}^{\prime },x_{3}^{\prime })}:
{\displaystyle \rho ^{\prime }x_{1}^{\prime }=c_{11}x_{1}+c_{12}x_{2}+c_{13}x_{3}},
{\displaystyle \rho ^{\prime }x_{2}^{\prime }=c_{21}x_{1}+c_{22}x_{2}+c_{23}x_{3}},
{\displaystyle \rho ^{\prime }x_{3}^{\prime }=c_{31}x_{1}+c_{32}x_{2}+c_{33}x_{3}},
где коэффициенты {\displaystyle c_{ik}} суть вещественные константы, причём выполняется условие равенства нулю определителя
{\displaystyle \Delta ={\begin{vmatrix}c_{11}&c_{12}&c_{13}\\c_{21}&c_{22}&c_{23}\\c_{31}&c_{32}&c_{33}\\\end{vmatrix}}\neq 0},
а {\displaystyle \rho ^{\prime }} — любое ненулевое вещественное число.
Предложение 1. Пусть при проективном преобразовании сама в себя переходит проективная прямая {\displaystyle x_{3}=0}, тогда это проективное преобразование будет аффинным преобразованием, представляющим собой невырожденное однородное линейное преобразование:
{\displaystyle \rho ^{\prime }x_{1}^{\prime }=c_{11}x_{1}+c_{12}x_{2}+c_{13}x_{3}},
{\displaystyle \rho ^{\prime }x_{2}^{\prime }=c_{21}x_{1}+c_{22}x_{2}+c_{23}x_{3}},
{\displaystyle \rho ^{\prime }x_{3}^{\prime }=c_{33}x_{3}}.
Действительно, проективная прямая {\displaystyle x_{3}=0} перейдёт сама в себя, если из {\displaystyle x_{3}=0} при произвольных координатах {\displaystyle x_{1}} и {\displaystyle x_{2}} следует {\displaystyle x_{3}^{\prime }=0}. Последнее условие выполняется тогда и только тогда, когда {\displaystyle c_{31}=c_{32}=0}. В итоге, поскольку определитель {\displaystyle \Delta \neq 0} и поэтому коэффициент {\displaystyle c_{33}\neq 0}, аффинные преобразования в однородных координатах имеют следующий вид, когда у конечных точек третья однородная координата {\displaystyle x_{3}} никогда не находится на бесконечно удалённой прямой {\displaystyle x_{3}=0}:
{\displaystyle \rho ^{\prime }x_{1}^{\prime }=c_{11}x_{1}+c_{12}x_{2}+c_{13}x_{3}},
{\displaystyle \rho ^{\prime }x_{2}^{\prime }=c_{21}x_{1}+c_{22}x_{2}+c_{23}x_{3}},
{\displaystyle \rho ^{\prime }x_{3}^{\prime }=c_{33}x_{3}}.
Предложение 2. Неравенство нулю коэффициента {\displaystyle c_{33}\neq 0}, а также, в случае конечной точки, неравенство нулю значения третьей однородной координаты {\displaystyle x_{3}\neq 0}, позволяют арифметизировать в целом аффинную плоскость, то есть сопоставить каждую точку плоскости двум числам, использовав для этого неоднородные координаты {\displaystyle {\frac {x_{1}}{x_{3}}}=x} и {\displaystyle {\frac {x_{2}}{x_{3}}}=y}. В итоге получим аналитическое представление аффинной группы в неоднородных координатах, представляющим собой невырожденное неоднородное линейное преобразование:
{\displaystyle x^{\prime }=a_{1}x+b_{1}y+c_{1}},
{\displaystyle y^{\prime }=a_{2}x+b_{2}y+c_{2}},
{\displaystyle \Delta ={\begin{vmatrix}a_{1}&b_{1}\\a_{2}&b_{2}\\\end{vmatrix}}\neq 0}.
Для получения аналитического представления аффинной группы в неоднородных координатах воспользуемся уже полученным аналитическим представлением аффинной группы в однородных координатах:
{\displaystyle \rho ^{\prime }x_{1}^{\prime }=c_{11}x_{1}+c_{12}x_{2}+c_{13}x_{3}},
{\displaystyle \rho ^{\prime }x_{2}^{\prime }=c_{21}x_{1}+c_{22}x_{2}+c_{23}x_{3}},
{\displaystyle \rho ^{\prime }x_{3}^{\prime }=c_{33}x_{3}}.
Произведём с этими равенствами следующие действия:
- поскольку {\displaystyle \rho ^{\prime }\neq 0}, {\displaystyle x_{3}\neq 0}, {\displaystyle x_{3}^{\prime }\neq 0} и {\displaystyle c_{33}\neq 0}, разделим первое и второе равенства на третье;
- введём новые переменные

{\displaystyle {\frac {x_{1}}{x_{3}}}=x}, {\displaystyle {\frac {x_{2}}{x_{3}}}=y}, {\displaystyle {\frac {x_{1}^{\prime }}{x_{3}^{\prime }}}=x^{\prime }}, {\displaystyle {\frac {x_{2}^{\prime }}{x_{3}^{\prime }}}=y^{\prime }};
- введём новые обозначения коэффициентов

{\displaystyle {\frac {c_{i1}}{c_{33}}}=a_{i}}, {\displaystyle {\frac {c_{i2}}{c_{33}}}=b_{i}}, {\displaystyle {\frac {c_{i3}}{c_{33}}}=c_{i}}.
В итоге получим аналитическое представление аффинной группы в неоднородных координатах:
{\displaystyle x^{\prime }=a_{1}x+b_{1}y+c_{1}},
{\displaystyle y^{\prime }=a_{2}x+b_{2}y+c_{2}}.
Существенно, что каждое такое преобразование есть аффинное только при условии
{\displaystyle \Delta ={\begin{vmatrix}a_{1}&b_{1}\\a_{2}&b_{2}\\\end{vmatrix}}\neq 0},
иначе это преобразование не будет биективным, то есть взаимно однозначным.
Получается, что однородные координаты не нужны при изучении аффинной группы. Поскольку в неоднородных координатах каждое аффинное преобразование
{\displaystyle x^{\prime }=a_{1}x+b_{1}y+c_{1}},
{\displaystyle y^{\prime }=a_{2}x+b_{2}y+c_{2}},
задаётся шестью независимыми параметрами
{\displaystyle a_{1},b_{1},c_{1},a_{2},b_{2},c_{2}},
аффинная группа шестичленная.

## Аффинное преобразованиеn-мерного пространства
Распространение результатов, полученных для плоскости, не представит никакого труда на случай высших размерностей.

### Общие определения для пространства
На проективном пространстве {\displaystyle P^{n}} размерности {\displaystyle n}, {\displaystyle n\geqslant 1}, зафиксируем произвольную гиперплоскость размерности {\displaystyle n-1} (при {\displaystyle n=1} эта гиперплоскость вырождается в точку, при {\displaystyle n=2} — в прямую). Эту гиперплоскость назовём бесконечно удалённой гиперплоскостью и обозначим символом бесконечности {\displaystyle \infty }. Тогда множество всех тех преобразований проективной группы, которые суть автоморфизмы относительно гиперплоскости {\displaystyle \infty }, есть группа — подгруппа проективной группы. Эта группа автоморфизмов называется аффинной, а её преобразования проективного пространства {\displaystyle P^{n}} — аффинными.
Конечные точки проективного пространства {\displaystyle P^{n}}, то есть точки вне гиперплоскости {\displaystyle \infty }, отображаются аффинным преобразованием только в конечное же точки проективного пространства {\displaystyle P^{n}}. Отсюда следует взаимная однозначность аффинных преобразований на множестве всех конечных точек проективного пространства {\displaystyle P^{n}}. Поэтому аффинным пространством {\displaystyle A^{n}} называется проективное пространство {\displaystyle P^{n}}, разрезанная по бесконечно удалённой гиперплоскости {\displaystyle \infty }. Аффинное {\displaystyle A^{n}} и евклидово {\displaystyle E^{n}} пространства имеют общую топологическую структуру.

### Аналитическое представление аффинной группы для пространства
Получим аналитическое представление аффинных преобразований, то есть аналитическое представление аффинной группы. За основу возьмём проективное преобразование проективное пространство {\displaystyle P^{n}}, то есть биекцию проективное пространство {\displaystyle P^{n}} на себя, при которой произвольной точке пространства с однородными координатами
{\displaystyle M(x_{i})}, {\displaystyle i,j,k=1,2,\ldots ,n+1},
соответствует точка плоскости {\displaystyle M^{\prime }(x_{i}^{\prime })}:
{\displaystyle \rho ^{\prime }x_{i}^{\prime }=\sum _{k=1}^{n+1}{c_{ik}x_{k}}},
или
{\displaystyle \rho ^{\prime }x_{i}^{\prime }=C_{i}^{k}x_{k}},
где суммирование записано двумя разными способами (соответственно обычным со знаком суммирования и по правилу суммирования Эйнштейна), коэффициенты {\displaystyle c_{ik}=C_{i}^{k}} суть вещественные константы, причём выполняется условие неравенства нулю определителя
{\displaystyle \Delta =\det(c_{ik})=\det(C_{i}^{k})\neq 0,}
а {\displaystyle \rho ^{\prime }} — любое ненулевое вещественное число.
1. Если теперь предположить, что это проективное преобразование таково, что, например, проективная гиперплоскость {\displaystyle x_{n+1}=0} переходит сама в себя, то это проективное преобразование будет аффинным преобразованием, представляющим собой невырожденное однородное линейное преобразование:
{\displaystyle \rho ^{\prime }x_{p}^{\prime }=\sum _{k=1}^{n+1}{c_{pk}x_{k}}}, {\displaystyle \rho ^{\prime }x_{n+1}^{\prime }=c_{{n+1}{n+1}}x_{n+1}}, {\displaystyle p,q=1,2,\ldots ,n},
или
{\displaystyle \rho ^{\prime }x_{p}^{\prime }=C_{p}^{k}x_{k}}, {\displaystyle \rho ^{\prime }x_{n+1}^{\prime }=C_{n+1}^{n+1}x_{n+1}}.
Действительно, проективная гиперплоскость {\displaystyle x_{n+1}=0} перейдёт сама в себя, если из равенства {\displaystyle x_{n+1}=0} при произвольных координатах {\displaystyle x_{p}} следует равенство {\displaystyle x_{n+1}^{\prime }=0}. Последнее условие выполняется тогда и только тогда, когда {\displaystyle c_{{n+1}p}=C_{n+1}^{p}=0}. В итоге, поскольку определитель {\displaystyle \Delta \neq 0} и поэтому коэффициент {\displaystyle c_{{n+1}{n+1}}=C_{n+1}^{n+1}\neq 0}, аффинные преобразования в однородных координатах имеют следующий вид, когда у конечных точек {\displaystyle (n+1)}-я однородная координата {\displaystyle x_{n+1}} никогда не находится на бесконечно удалённой прямой {\displaystyle x_{n+1}=0}:
{\displaystyle \rho ^{\prime }x_{p}^{\prime }=\sum _{k=1}^{n+1}{c_{pk}x_{k}}}, {\displaystyle \rho ^{\prime }x_{n+1}^{\prime }=c_{{n+1}{n+1}}x_{n+1}},
или
{\displaystyle \rho ^{\prime }x_{p}^{\prime }=C_{p}^{k}x_{k}}, {\displaystyle \rho ^{\prime }x_{n+1}^{\prime }=C_{n+1}^{n+1}x_{n+1}}.
2. Неравенство нулю коэффициента {\displaystyle c_{{n+1}{n+1}}\neq 0}, а также, в случае конечной точки, неравенство нулю значения {\displaystyle (n+1)}-й однородной координаты {\displaystyle x_{n+1}\neq 0}, позволяют арифметизировать в целом аффинное пространство {\displaystyle A^{n}}, то есть сопоставить каждую точку пространства {\displaystyle n} числам, использовав для этого неоднородные координаты {\displaystyle {\frac {x_{p}}{x_{n+1}}}=x^{p}}. В итоге получим аналитическое представление аффинной группы в неоднородных координатах, представляющим собой невырожденное неоднородное линейное преобразование:
{\displaystyle x^{\prime p}=\sum _{q=1}^{n}{A_{q}^{p}x^{q}}+a^{p}}, или {\displaystyle x^{\prime p}=A_{q}^{p}x^{q}+a^{p}},
{\displaystyle \Delta =\det(A_{q}^{p})\neq 0}.
Для получения аналитического представления аффинной группы в неоднородных координатах воспользуемся уже полученным аналитическим представлением аффинной группы в однородных координатах:
{\displaystyle \rho ^{\prime }x_{p}^{\prime }=\sum _{k=1}^{n+1}{c_{pk}x_{k}}}, {\displaystyle \rho ^{\prime }x_{n+1}^{\prime }=c_{{n+1}{n+1}}x_{n+1}},
или
{\displaystyle \rho ^{\prime }x_{p}^{\prime }=C_{p}^{k}x_{k}}, {\displaystyle \rho ^{\prime }x_{n+1}^{\prime }=C_{n+1}^{n+1}x_{n+1}}.
Произведём с этими равенствами следующие действия:
- поскольку {\displaystyle \rho ^{\prime }\neq 0}, {\displaystyle x_{n+1}\neq 0}, {\displaystyle x_{n+1}^{\prime }\neq 0} и {\displaystyle c_{{n+1}{n+1}}\neq 0}, разделим первые {\displaystyle n} равенств на последнее {\displaystyle n}-е;
- введём новые переменные

{\displaystyle {\frac {x_{p}}{x_{n+1}}}=x^{p}}, {\displaystyle {\frac {x_{p}^{\prime }}{x_{n+1}^{\prime }}}=x^{\prime p}};
- введём новые обозначения коэффициентов

{\displaystyle {\frac {c_{pq}}{c_{{n+1}{n+1}}}}=A_{q}^{p}}, {\displaystyle {\frac {c_{p{n+1}}}{c_{{n+1}{n+1}}}}=a^{p}}.
В итоге получим аналитическое представление аффинной группы в неоднородных координатах:
{\displaystyle x^{\prime p}=\sum _{q=1}^{n}{A_{q}^{p}x^{q}}+a^{p}}, или {\displaystyle x^{\prime p}=A_{q}^{p}x^{q}+a^{p}}.
Существенно, что каждое такое преобразование есть аффинное только при условии
{\displaystyle \Delta =\det(A_{q}^{p})\neq 0},
иначе это преобразование не будет биективным, то есть взаимно однозначным.
Получается, что однородные координаты не нужны при изучении аффинной группы. Поскольку в неоднородных координатах каждое аффинное преобразование
{\displaystyle x^{\prime p}=\sum _{q=1}^{n}{A_{q}^{p}x^{q}}+a^{p}}, или {\displaystyle x^{\prime p}=A_{q}^{p}x^{q}+a^{p}},
задаётся {\displaystyle n^{2}+n=n(n+1)} независимыми параметрами аффинной группы {\displaystyle A_{q}^{p}} и {\displaystyle a^{p}}, аффинная группа {\displaystyle n(n+1)}-членная.

## Аналитическое доказательство групповых свойств аффинных преобразований
В предыдущем разделе показано, что множество всех аффинных преобразований пространства образует группу как группа автоморфизмов проективного пространства. С другой стороны. то, что множество всех аффинных преобразований пространства образуют группу, легко установить чисто аналитическими средствами.
Воспользуемся тем обстоятельством, что для доказательства групповых свойств некоторой совокупности преобразований некоторого множества, достаточно выполнения следующих двух свойств этой совокупности преобразований:
- если два преобразования {\displaystyle a} и {\displaystyle b} принадлежат данной совокупности, то их композиция, то есть последовательное выполнение, {\displaystyle ab} также ей принадлежит;
- если преобразование {\displaystyle a} принадлежит данной совокупности, то преобразование {\displaystyle a^{-1}}, ему обратное, также ей принадлежит.

Докажем несложными алгебраическими выкладками, что для аффинных преобразований пространства предыдущие два условия выполняются, то есть что совокупность аффинных преобразований пространства образует группу.

### Композиция аффинных преобразований есть аффинное преобразование
Предложение 1. Композиция аффинных преобразований пространства обладает точно такой же структурой, как и оба аффинных преобразований пространства, использованных в композиции.
Рассмотрим два аффинных преобразования {\displaystyle f_{1}} и {\displaystyle f_{2}} пространства {\displaystyle A^{n}}:
{\displaystyle M^{\prime }=f_{1}(M)} и {\displaystyle M^{\prime }=f_{2}(M)}
вместе с их аналитическими представлениями
{\displaystyle f_{1}:x^{\prime p}=A_{(1)q}^{p}x^{q}+a_{(1)}^{p}} и {\displaystyle f_{2}:x^{\prime p}=A_{(2)q}^{p}x^{q}+a_{(2)}^{p}}, {\displaystyle p,q,r=1,2,\ldots ,n}.
Возьмём любую точку {\displaystyle M(x^{p})} пространства, тогда первое аффинное преобразование {\displaystyle f_{1}} переведёт её в некоторую точку {\displaystyle M^{\prime }(x^{\prime p})}, а второе аффинное преобразование {\displaystyle f_{2}}, в свою очередь, переведёт последнюю точку {\displaystyle M^{\prime }(x^{\prime p})} в третью точку {\displaystyle M^{\prime \prime }(x^{\prime \prime p})}. В итоге, используя оба аналитических представления, получаем цепочку равенств:
{\displaystyle f_{2}f_{1}:x^{\prime \prime p}=A_{(2)q}^{p}x^{\prime q}+a_{(2)}^{p}=A_{(2)q}^{p}(A_{(1)r}^{q}x^{r}+a_{(1)}^{q})+a_{(2)}^{p}=}
{\displaystyle =(A_{(2)q}^{p}A_{(1)r}^{q})x^{r}+(A_{(2)q}^{p}a_{(1)}^{q}+a_{(2)}^{p})}.
Теперь просто сделаем замены
{\displaystyle A_{(2)q}^{p}A_{(1)r}^{q}=A_{r}^{p}}, {\displaystyle A_{(2)q}^{p}a_{(1)}^{q}+a_{(2)}^{p}=a^{p}},
получим:
{\displaystyle f_{2}f_{1}:x^{\prime \prime p}=A_{r}^{p}x^{r}+a^{p}}.
Последнее равенство есть аналитическая форма композиции преобразований
{\displaystyle M^{\prime \prime }=f_{2}(M^{\prime })=f_{2}(f_{1}(M))}.
Предложение 2. Композиция аффинных преобразований пространства есть невырожденное неоднородное линейное преобразование пространства с определителем, отличным от нуля, то есть аффинное преобразование пространства.
Равенства
{\displaystyle A_{(2)q}^{p}A_{(1)r}^{q}=A_{r}^{p}}
просто означают, что квадратная матрица {\displaystyle (A_{r}^{p})} есть произведение квадратных матриц {\displaystyle (A_{(1)r}^{q})} и {\displaystyle (A_{(2)q}^{p})}, то есть
{\displaystyle (A_{r}^{p})=(A_{(2)q}^{p})(A_{(1)r}^{q})}.
Следовательно, композиция двух аффинных преобразований пространства {\displaystyle f_{1}} и {\displaystyle f_{2}} представляет собой линейное преобразование
{\displaystyle f_{2}f_{1}:x^{\prime \prime p}=A_{r}^{p}x^{r}+a^{p}},
квадратная матрица которого равна произведению квадратных матриц преобразований {\displaystyle f_{1}} и {\displaystyle f_{2}.}
Из последней формулы для квадратных матриц вытекает числовое равенство
{\displaystyle |A_{r}^{p}|=|A_{(2)q}^{p}||A_{(1)r}^{q}|},
где {\displaystyle |A_{(1)r}^{q}|}, {\displaystyle |A_{(2)q}^{p}|} и {\displaystyle |A_{r}^{p}|} суть определители квадратных матриц {\displaystyle (A_{(1)r}^{q})}, {\displaystyle (A_{(2)q}^{p})} и {\displaystyle (A_{r}^{p})} соответственно, и если {\displaystyle |A_{(1)r}^{q}|\neq 0} и {\displaystyle |A_{(2)q}^{p}|\neq 0}, то тогда и {\displaystyle |A_{r}^{p}|\neq 0.}

### Преобразование, обратное аффинному преобразованию, есть аффинное преобразование
Предложение. Преобразование, обратное аффинному преобразованию пространства, есть невырожденное неоднородное линейное преобразование с ненулевым определителем, то есть снова аффинное преобразование пространства.
1. Из аналитического представления аффинного преобразования пространства
{\displaystyle x^{\prime p}=A_{q}^{p}x^{q}+a^{p}}
величины {\displaystyle x^{q}} определяются через величины {\displaystyle x^{\prime p}} линейным неоднородным образом, поскольку определитель этих неоднородных линейных уравнений {\displaystyle |A_{q}^{p}|\neq 0.}. То есть преобразование, обратное аффинному преобразованию пространства, есть невырожденное неоднородное линейное преобразование.
2. Невырожденное неоднородное линейное преобразование, получаемое обращением
{\displaystyle x^{\prime p}=A_{q}^{p}x^{q}+a^{p}},
обладает квадратной матрицей, обратной квадратной матрице исходного преобразования {\displaystyle (A_{q}^{p})}, с определителем {\displaystyle {\frac {1}{|A_{q}^{p}|}}\neq 0}.